# Jack und Jill (2011)
Jack und Jill (Originaltitel Jack and Jill) ist eine US-amerikanische Filmkomödie aus dem Jahr 2011 mit Adam Sandler in der Hauptrolle. Sandler spielt eine Doppelrolle als Jack sowie dessen Schwester Jill.
Der Film erhielt bei der Preisverleihung der Goldenen Himbeere 2012 den Preis für die schlechteste Leistung des Jahres in jeder der zehn Kategorien. Dies geschah erstmals in der 32-jährigen Geschichte des Preises.

## Handlung
Jack Sadelstein hat ein Leben, von dem andere nur träumen können. Er ist erfolgreicher Werbeproduzent für die Firma Dunkin Donuts, hat eine Frau und zwei Kinder, doch wie jedes Jahr an Thanksgiving besucht ihn seine exzentrische Zwillingsschwester Jill. Eigentlich will Jill nur über das Wochenende bleiben, entschließt sich aber, ihren Aufenthalt zu verlängern. Jack ist genervt,  er hat andere Sorgen. Seine Firma möchte unbedingt einen Werbespot mit Al Pacino drehen und Jack soll den Filmstar dazu überreden. Er fährt mit seiner Schwester zu einem Basketballspiel, wo sie auf Al Pacino und Johnny Depp treffen. Der zunächst abweisende Al Pacino ist nach der ersten Begegnung Feuer und Flamme für Jill. Nun ist Jack der Besuch seiner Schwester gar nicht mehr so unrecht, aber die Sache hat einen Haken: Jill mag Pacino nicht.
Eine Woche später begeben sich die Sadelsteins mit Jill auf eine Kreuzfahrt nach Europa. Jack versucht, Jill zu einem Rendezvous mit Al Pacino zu überreden, aber sie weigert sich. Schließlich sieht Jack keinen anderen Ausweg: Er verkleidet sich als Jill und geht zu Pacino. Die echte Jill fühlt sich gedemütigt und reist ab. Zu Hause angekommen ist sie ganz überrascht, als sie dort Jack mit seiner Familie antrifft. Während des Besuchs einer Ehemaligen-Party gerät Jill in einen handfesten Streit mit einer alten Schulkameradin. Mitten im Tumult taucht unerwartet der schwer verliebte Al Pacino im Theaterkostüm auf. Jill erklärt Pacino, dass ihr Herz schon vergeben ist. Sie liebt den mexikanischen Gärtner, der Jacks Garten pflegt. Al Pacino kanalisiert seine Enttäuschung in einen wilden Stockkampf mit dem Deckenventilator. Am Ende erkennt Jack das große Herz unter der rauen Schale seiner Schwester und Jill findet einen Mann, der sie mit ihren Schrullen liebt.

## Titel
Für englischsprachige Muttersprachler verweist der Titel auf einen populären Kinderreim. Jack und Jill sind bei diesem Reim ein Junge und ein Mädchen, die auf ihrem Weg zum Brunnen in folgenreiche Unannehmlichkeiten hineinstolpern, genauso wie die Zwillingsgeschwister Jack und Jill im Film.
Jack and Jill went up the hill
To fetch a pail of water.
Jack fell down and broke his crown,
And Jill came tumbling after.

## Hintergrund
Das Budget für den Film betrug 79 Millionen US-Dollar. Bereits am Veröffentlichungswochenende spielte Jack und Jill gut 25 Mio. US-Dollar ein. Bis Ende Februar 2012 hatte der Film weltweit 149 Mio. US-Dollar eingespielt.
Die Szenen auf dem Kreuzfahrtschiff wurden auf der Allure of the Seas gedreht.

## Auszeichnungen
Als erster Film in der 32-jährigen Geschichte der Goldenen Himbeere erhielt Jack und Jill bei der Verleihung der Goldenen Himbeere 2012 den Preis in allen Kategorien.
- Todd Garner, Adam Sandler, Jack Giarraputo: Schlechtester Film
- Todd Garner, Adam Sandler, Jack Giarraputo: Schlechtestes Prequel, Remake, Rip-off oder Sequel in Bezug auf Glen or Glenda
- Dennis Dugan: Schlechteste Regie
- Adam Sandler, Steve Koren, Ben Zook: Schlechtestes Drehbuch
- Al Pacino wurde als Schlechtester Nebendarsteller ausgezeichnet
- Adam Sandler: Schlechtester Schauspieler
- Adam Sandler: Schlechteste Schauspielerin[5]
- David Spade: Schlechteste Nebendarstellerin
- Schlechtestes Ensemble: Die gesamte Besetzung von Jack und Jill
- Schlechteste Filmpaarung (Adam Sandler zusammen mit Katie Holmes, Al Pacino und sich selbst)

## Kritiken
Insgesamt stieß der Film auf vernichtende Kritik. Bei der Rezensionssammelseite Rotten Tomatoes wird er mit 3 % bewertet, unter den insgesamt 116 gesammelten Kritiken waren nur 3 positive. Der Stern findet, Sandler sei „unglaubwürdig“, attestiert dem Film aber „Unterhaltung für die ganze Familie“ und lobt den „selbstironischen und gut aufgelegten Al Pacino“. Auch der österreichische Standard lobt Pacinos Auftritt, bemängelt jedoch die „Brachialkomik“ und die Vorhersehbarkeit der Gags.
Mary Pols vom Time Magazine und der TV Guide halten den Film für den schlechtesten des Jahres 2011. Andrew Barker vom Magazin Variety schrieb: „allgemeine Dämlichkeit, schlampige Regie und das Verlassen auf einzelne Gags, die schon von Anfang an nicht lustig waren, sind nur die offensichtlichsten Probleme dieses Films.“
Demgegenüber vergab Björn Becher von Filmstarts 4 von 5 Sternen und urteilte: „Für uns ist ‚Jack und Jill‘ verdammt unterhaltsam und alles andere als dumm. Kurz: die beste Adam-Sandler-Komödie seit langem.“ Auf fluter.de sprang Christian Horn dem Film ebenfalls mit einer Wertung von 4 von 5 Sternen bei: „Weil die Ironie recht trocken unter der Oberfläche brodelt, ist Jack und Jill durchaus kein gefälliger Fast-Food-Film. (…) Im Kino erst kichern, aber hinterher ganz routiniert mäkeln – man kennt das Prinzip ja. Schön, dass wenigstens einige vereinzelte Filmkritiker das ironische Fundament von Jack und Jill mit gutem Gewissen durchwinken. Und seit wann ist Adam Sandler eigentlich dafür verantwortlich, wenn andere seine Ironie nicht verstehen?“

## Synchronisation
| Rolle              | Darsteller       | Synchronsprecher |
| ------------------ | ---------------- | ---------------- |
| Jack Sadelstein    | Adam Sandler     | Dietmar Wunder   |
| Jill Sadelstein    | Adam Sandler     | Dietmar Wunder   |
| Erin Sadelstein    | Katie Holmes     | Dascha Lehmann   |
| Al Pacino          | Al Pacino        | Frank Glaubrecht |
| Felipe             | Eugenio Derbez   | Nico Mamone      |
| Todd               | Nick Swardson    | Christian Gaul   |
| Monica             | David Spade      | Michael Iwannek  |
| Felipes Großmutter | Eugenio Derbez   | Nico Mamone      |
| Carten Simmons     | Geoff Pierson    | Reinhard Kuhnert |
| Bisty Simmons      | Valerie Mahaffey | Karin Buchholz   |
| Spaßtonne          | Norm MacDonald   | Michael Iwannek  |
| Johnny Depp        | Johnny Depp      | David Nathan     |
| Shaquille O’Neal   | Shaquille O’Neal | Tilo Schmitz     |